# Нађмањок
Нађмањок (мађ. Nagymányok) је град у Мађарској, у јужном делу државе. Град управо припада Боњхадском срезу жупаније Толна, са седиштем у Сексарду.

## Географија
Град Нађмањок се налази у јужном делу Мађарске. Од престонице Будимпеште град је удаљен око 180 километара јужно. Од најближег већег града Сексарда град је удаљен 30 километара југозападно.
Град се налази у средишњем делу Панонске низије, у северној подгорини острвске планине Мечек. Надморска висина места је око 135 m.

## Становништво
Према подацима из 2013. године Нађмањок је имао 2.289 становника. Последњих година број становника опада.
Претежно становништво у насељу чине Мађари римокатоличке вероисповести.